# Bompar Virgile
Bompar Virgile ou Bonuspar, né à Mende et mort le 30 juillet 1375, est un évêque français. En accédant à l'évêché de Mende, il devient également comte du Gévaudan.

## Biographie
Il devient, en 1366, le 38e évêque d'Uzès, son épiscopat durera jusqu'en 1371. Il succède ainsi à Pierre II et est élu le 17 août 1366.
Il était alors docteur ès lois et prévôt de l'église de Mende. Il sera ensuite évêque de Mende de 1372 à 1375.

## Héraldique
Bompar porte d'azur à trois tourterelles d'argent, au chef cousu de gueules chargé de trois étoiles d'or. C'est de la maison de Bompar que descend celle de Lastic, qui a donné le soixante-deuxième évêque d'Uzès, François II de Lastic de Saint-Jal, de 1728 à 1736. La maison des Virgile porte pourtant : De sable à trois trèfles, sans doute d’or.